# Studánka Pod Chmelníkem
Studánka Pod Chmelníkem je vodní pramen, který se nachází pod vrcholem kopce Chmelník v katastru obce Klimkovice v okrese Ostrava-město v Moravskoslezském kraji. Voda ze studánky teče do potoka Rakovec (přítok Polančice, povodí řeky Odry). Pramen je přístupný po lesních stezkách a na jaře bývá obklopen hustými porosty medvědího česneku. Studánka je doplněna dřevěnými lavičkami a dřevěnou sochou Strážkyně (tj. socha ženy s medvědem - studánka zvaná též Medvědí), kterou na Řezbářském sympoziu v Klimkovicích 2015 vytvořil slovenský řezbář Milan Kuchťák. O studánku se starají skauti z Klimkovic.

## Další informace

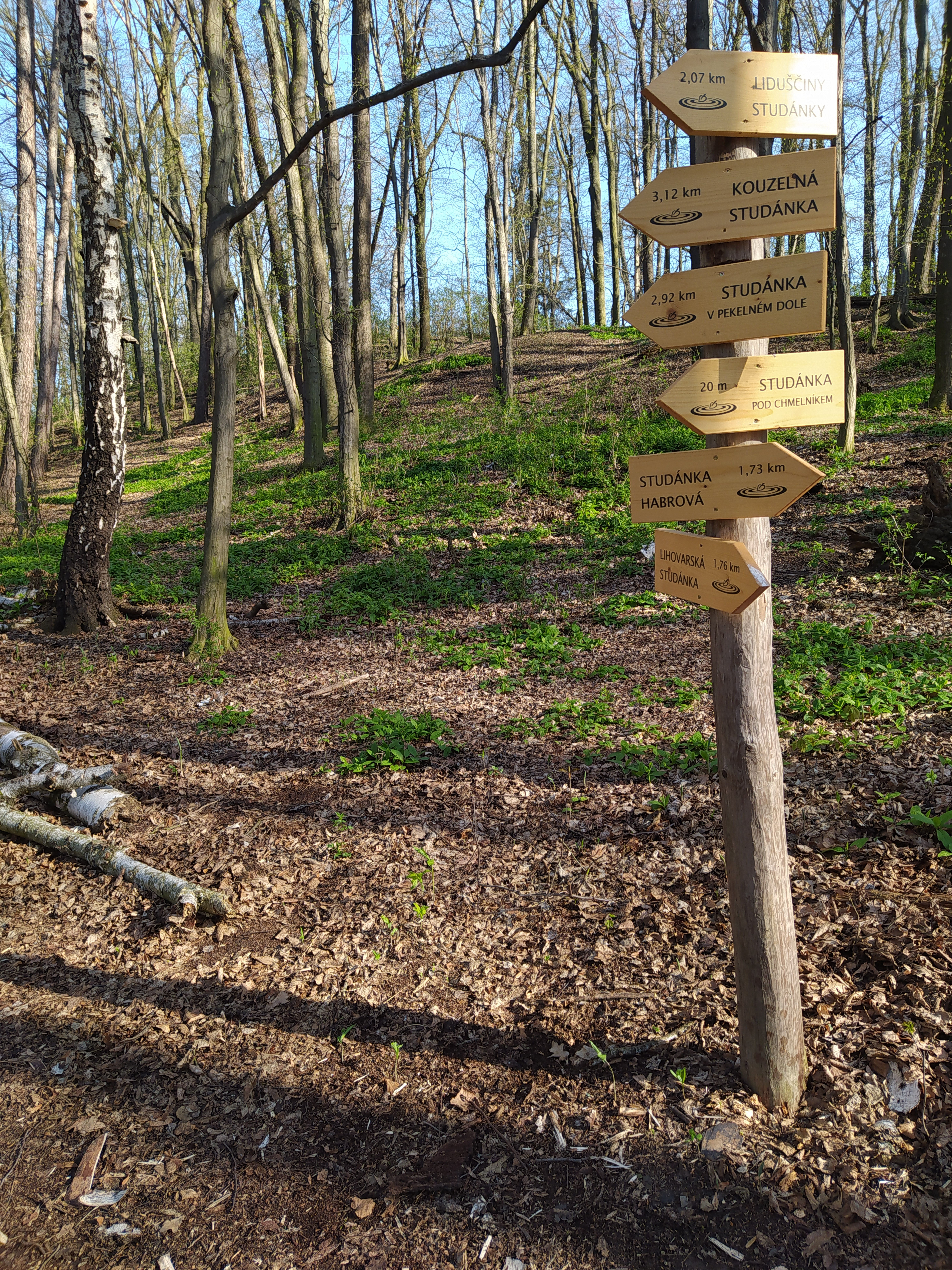
Rozcestník u studánky

Studánka vyskládaná z kamenů vznikla zvelebením malé blátivé jamky a krátké nehluboké strouhy k potoku Rakovec v lese Pod Chmelníkem.
U studánky se nachází rozcestník s informacemi o dalších blízkých udržovaných studánkách.